# 蒭藁六
蒭藁六，即鯨魚座ε（Epsilon Ceti，ε Ceti），又名BD-12 501，HD 16620、SAO 148528、HR 781，是一個位於鯨魚座的聯星系統。它的視星等是肉眼可見的+4.84.。基於其周年視差量測值14.58 mas，天文學家計算其距離太陽98光年。

## 概要
芻蒿六是一組光譜聯星。軌道週期為2.65年，軌道離心率0.23。該系統軌道半長軸0.11天文單位，軌道傾角24.2°。系統中的主星是一顆F2V型黃-白矮星，而伴星的光譜目前仍難以與主星光譜完全分離，因此只能推測它是光譜型介於F7V至G4V之間的主序星。芻蒿六系統的年齡大約是18億年，並且主星的質量大約是太陽的1.4倍，伴星質量則大約與太陽相等。